# The Three Mesquiteers
 Pour plus de détails, voir Fiche technique et Distribution
The Three Mesquiteers est le nom d'une série de 51 films américains de série B produits par Republic Pictures et sortis entre 1936 et 1943. Les films, mettant en vedette un trio d'aventuriers du Far West, sont basés sur une série de romans du genre western de William Colt MacDonald. Le trio éponyme, avec des variations occasionnelles, s’appelle Stony Brooke, Tucson Smith et Lullaby Joslin. John Wayne, qui a joué Stony Brooke dans huit des films en 1938 et 1939, est l'acteur le plus connu de la série. Parmi les autres acteurs principaux se trouvent Bob Livingston, Ray "Crash" Corrigan, Max Terhune, Bob Steele, Rufe Davis et Tom Tyler.

## Présentation
William Colt MacDonald a écrit une série de romans sur les Three Mesquiteers, en commençant par The Law of 45's en 1933. Le nom « Mesquiteer » est un jeu de mots, faisant référence au mesquite, plante commune dans les États de l'ouest américain, et aux personnages du roman d'Alexandre Dumas de 1844, Les Trois Mousquetaires. La série de films mélange la période traditionnelle du western avec des éléments plus modernes, une technique utilisée dans d'autres films et feuilletons de série B. Vers la fin de la série, pendant la Seconde Guerre mondiale, le trio de cow-boys s'oppose aux nazis. Un film, Outlaws of Sonora (1938), a un thème révisionniste comme premier exemple du sous-genre Hors-la-loi (Outlaw) / As de la gâchette (Gunfighter).

## Films précédents ceux de Republic Pictures

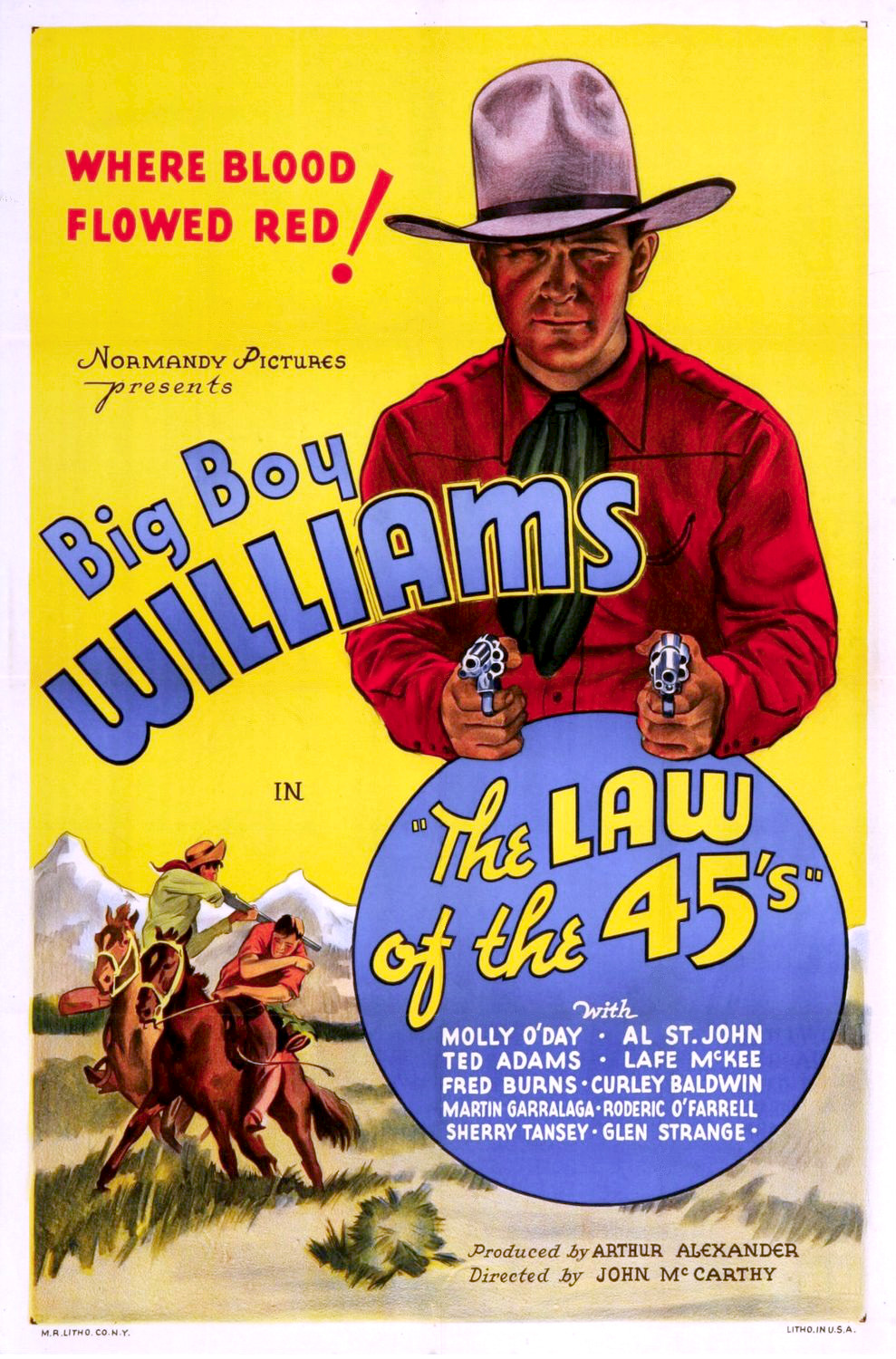
The Law of the 45's (1935).

- The Law of the 45's (en) (1935, Normandy Pictures) met en vedette Guinn Williams dans le rôle de Tucson « Two Gun » Smith et Al St. John dans le rôle de Stony Brooke ; il n'y a pas de Lullaby Joslin dans le film.
- Powdersmoke Range (en) (1935, RKO Pictures ) met en vedette Harry Carey dans le rôle de Tucson Smith, Hoot Gibson dans le rôle de Stony Brooke et Guinn Williams dans le rôle de Lullaby Joslin.

## Les Mesquiteers
Dans la série de Republic, la liste des acteurs varie mais comporte toujours un trio de cow-boys. Les personnages Mesquiteer originaux et les plus récurrents sont :
- Stony Brooke : joué par Bob Livingston dans 29 films, John Wayne dans 8 films et Tom Tyler dans 13 films[4]
- Tucson Smith : joué par Ray Corrigan dans 24 films et par Bob Steele dans 20 films
- Lullaby Joslin : joué par Syd Saylor dans un film, Max Terhune dans 21 films, Rufe Davis dans 14 films et par Jimmie Dodd dans six films

Les autres membres du trio sur le restant de la série sont :
- Ralph Byrd dans le rôle de Larry Smith (un film, en remplacement de Bob Livingston, blessé pendant le tournage)
- Raymond Hatton dans le rôle de Rusty Joslin (neuf films)
- Duncan Renaldo dans le rôle de Rico Rinaldo (sept films)
- Kirby Grant dans le rôle de Tex Reilly dans La Ruse inutile (Red River Range), où il prétend être Stony Brooke alors que le vrai Brooke est sous couverture)

Lois Collier est parfois appelée la quatrième Mesquiteer car elle est l'actrice principale dans sept films.

## Accueil
La série Three Mesquiteers est extrêmement populaire au moment de sa sortie. Elle est la seule du genre à être spécifiquement nommée et classée dans les sondages contemporains des meilleures stars du cinéma Western. Par exemple, de 1937 à la fin de la série en 1943, le Motion Picture Herald a constamment classé la série dans son top 10. Celle-ci atteint la cinquième place en 1938, lorsque John Wayne est un des acteurs principaux de la série, année précédent son rôle dans La Chevauchée fantastique (Stagecoach).

## Influence
Le succès de la série a conduit à de nombreuses imitations du « trio de la gâchette » chez d'autres studios. Le premier est The Range Busters (1940–43) de Monogram Pictures, qui met en vedette le Mesquiteer d'origine Ray « Crash » Corrigan dans le rôle du personnage « Crash » Corrigan. Monogram sort également The Rough Riders (1941–1942), utilisant à nouveau un Mesquiteer sous la forme de Raymond Hatton, et The Trail Blazers (1943–1944). Producers Releasing Corporation produit deux séries similaires, The Texas Rangers (1942–1945) et The Frontier Marshals (1942). À la télévision, NBC diffuse Laredo de 1965 à 1967. La série présente Neville Brand, William Smith et Peter Brown dans le rôle d' un trio de Texas Rangers.

## Films
Republic Pictures a produit 51 films dans la série The Three Mesquiteers entre 1936 et 1943 :
- 1936 :
  - 1. The Three Mesquiteers par Ray Taylor avec Bob Livingston, Ray Corrigan et Syd Saylor
  - 2. Ghost-Town Gold (en) de Joseph Kane avec Bob Livingston, Ray Corrigan et Max Terhune
  - 3. Roarin' Lead de Sam Newfield et Mack V. Wright avec Bob Livingston, Ray Corrigan et Max Terhune

- 1937 :
  - 4. Riders of the Whistling Skull (en) de Mack V. Wright avec Bob Livingston, Ray Corrigan et Max Terhune
  - 5. Hit the Saddle de Mack V. Wright avec Bob Livingston, Ray Corrigan et Max Terhune
  - 6. Gunsmoke Ranch (en) de Joseph Kane avec Bob Livingston, Ray Corrigan et Max Terhune
  - 7. Come On, Cowboys de Joseph Kane avec Bob Livingston, Ray Corrigan et Max Terhune
  - 8. Range Defenders (en) de Mack V. Wright avec Bob Livingston, Ray Corrigan et Max Terhune
  - 9. Heart of the Rockies (en) de Joseph Kane avec Bob Livingston, Ray Corrigan et Max Terhune
  - 10. The Trigger Trio (en) de William Witney avec Ralph Byrd, Ray Corrigan et Max Terhune
  - 11. Wild Horse Rodeo (en) de George Sherman avec Bob Livingston, Ray Corrigan et Max Terhune

- 1938 :
  - 12. The Purple Vigilantes de George Sherman avec Bob Livingston, Ray Corrigan et Max Terhune
  - 13. Call the Mesquiteers (en) de John English avec Bob Livingston, Ray Corrigan et Max Terhune
  - 14. Outlaws of Sonora de George Sherman avec Bob Livingston, Ray Corrigan et Max Terhune
  - 15. Riders of the Black Hills de George Sherman avec Bob Livingston, Ray Corrigan et Max Terhune
  - 16. Héros de la montagne (en) (Heroes of the Hills) de George Sherman avec Bob Livingston, Ray Corrigan et Max Terhune
  - 17. Pals of the Saddle de George Sherman avec John Wayne, Ray Corrigan et Max Terhune
  - 18. Guet-apens dans les airs (Overland Stage Raiders) de George Sherman avec John Wayne, Ray Corrigan et Max Terhune
  - 19. Santa Fe Stampede de George Sherman avec John Wayne, Ray Corrigan et Max Terhune
  - 20. La Ruse inutile (Red River Range) de George Sherman avec John Wayne, Ray Corrigan et Max Terhune

- 1939 :
  - 21. Les Cavaliers de la nuit (The Night Riders) de George Sherman avec John Wayne, Ray Corrigan et Max Terhune
  - 22. La Lutte pour le ranch (Three Texas Steers) de George Sherman avec John Wayne, Ray Corrigan et Max Terhune
  - 23. Le Bandit du Wyoming (Wyoming Outlaw) de George Sherman avec John Wayne, Ray Corrigan et Raymond Hatton
  - 24. New Frontier de George Sherman avec John Wayne, Ray Corrigan et Raymond Hatton
  - 25. The Kansas Terrors de George Sherman avec Bob Livingston, Duncan Renaldo et Raymond Hatton
  - 26. Cowboys from Texas de George Sherman avec Bob Livingston, Duncan Renaldo et Raymond Hatton

- 1940 :
  - 27. Heroes of the Saddle de William Witney avec Bob Livingston, Duncan Renaldo et Raymond Hatton
  - 28. Pioneers of the West de Lester Orlebeck avec Bob Livingston, Duncan Renaldo et Raymond Hatton
  - 29. Covered Wagon Days de George Sherman avec Bob Livingston, Duncan Renaldo et Raymond Hatton
  - 30. Rocky Mountain Rangers de George Sherman avec Bob Livingston, Duncan Renaldo et Raymond Hatton
  - 31. Oklahoma Renegades de Nate Watt avec Bob Livingston, Duncan Renaldo et Raymond Hatton
  - 32. Les Gangsters du Texas (Under Texas Skies) de George Sherman avec Bob Livingston, Bob Steele et Rufe Davis
  - 33. À la rescousse (The Trail Blazers) de George Sherman avec Bob Livingston, Bob Steele et Rufe Davis
  - 34. En mauvaise passe (Lone Star Raiders) de George Sherman avec Bob Livingston, Bob Steele et Rufe Davis

- 1941 :
  - 35. Prairie Pioneers (en) de Lester Orlebeck avec Bob Livingston, Bob Steele et Rufe Davis
  - 36. Pals of the Pecos (en) de Lester Orlebeck avec Bob Livingston, Bob Steele et Rufe Davis
  - 37. Saddlemates de Lester Orlebeck avec Bob Livingston, Bob Steele et Rufe Davis
  - 38. Gangs of Sonora (en) de John English avec Bob Livingston, Bob Steele et Rufe Davis
  - 39. Outlaws of Cherokee Trail de Lester Orlebeck avec Tom Tyler, Bob Steele et Rufe Davis
  - 40. Gauchos of El Dorado de Lester Orlebeck avec Tom Tyler, Bob Steele et Rufe Davis
  - 41. West of Cimarron de Lester Orlebeck avec Tom Tyler, Bob Steele et Rufe Davis

- 1942 :
  - 42. Code of the Outlaw de John English avec Tom Tyler, Bob Steele et Rufe Davis
  - 43. Raiders of the Range de John English avec Tom Tyler, Bob Steele et Rufe Davis
  - 44. Westward Ho! de John English avec Tom Tyler, Bob Steele et Rufe Davis
  - 45. The Phantom Plainsmen de John English avec Tom Tyler, Bob Steele et Rufe Davis
  - 46. Shadows on the Sage (en) de Lester Orlebeck (en) avec Tom Tyler, Bob Steele et Jimmie Dodd
  - 47. Valley of Hunted Men de John English avec Tom Tyler, Bob Steele et Jimmie Dodd

- 1943 :
  - 48. Thundering Trails de John English avec Tom Tyler, Bob Steele et Jimmie Dodd
  - 49. The Blocked Trail (en) d'Elmer Clifton avec Tom Tyler, Bob Steele et Jimmie Dodd
  - 50. Santa Fe Scouts (en) de Howard Bretherton avec Tom Tyler, Bob Steele et Jimmie Dodd
  - 51. Riders of the Rio Grande (en) de Howard Bretherton avec Tom Tyler, Bob Steele et Jimmie Dodd

## Galerie

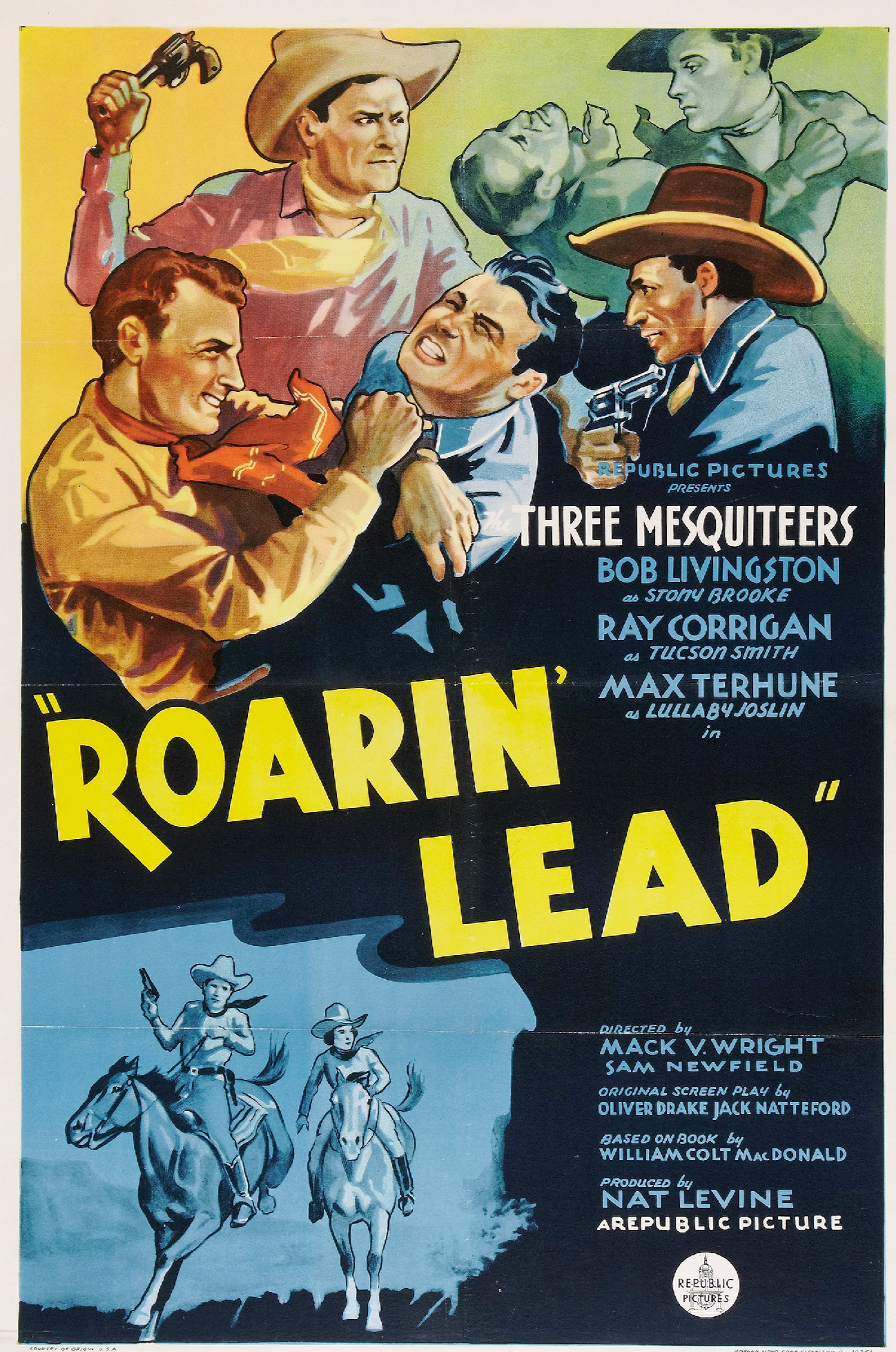
Roarin' Lead (1936)
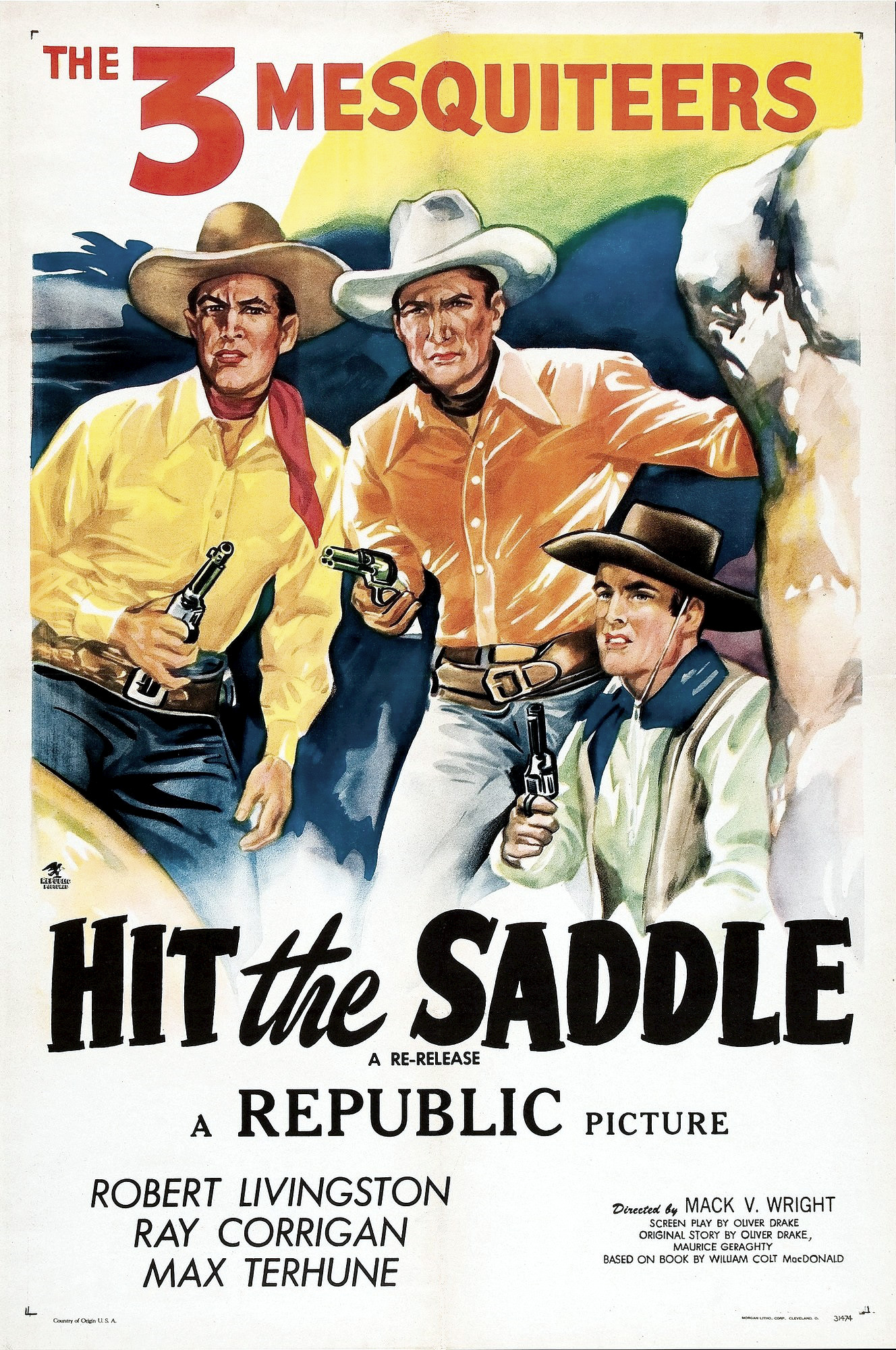
Hit the Saddle (1937)
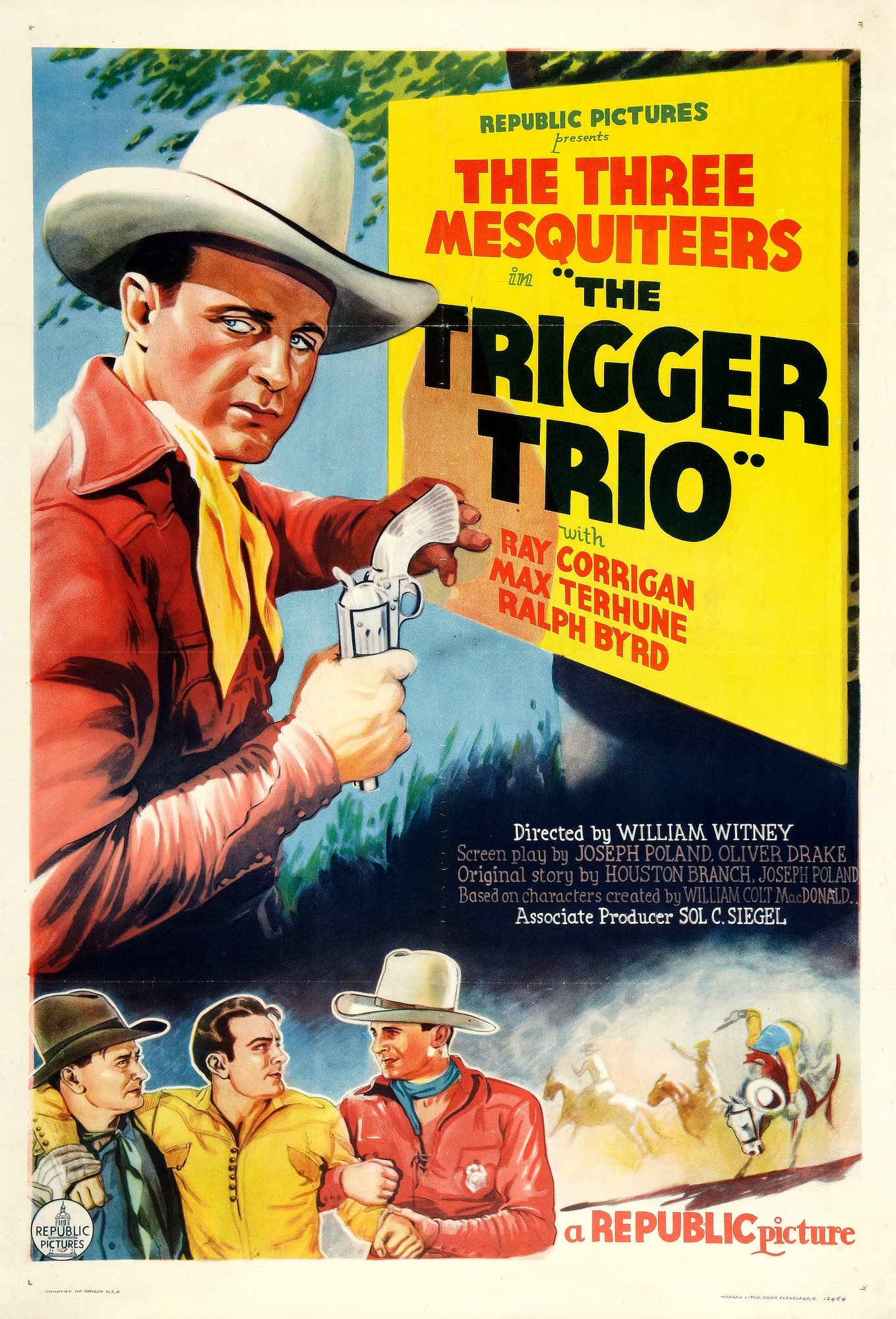
The Trigger Trio (1937)
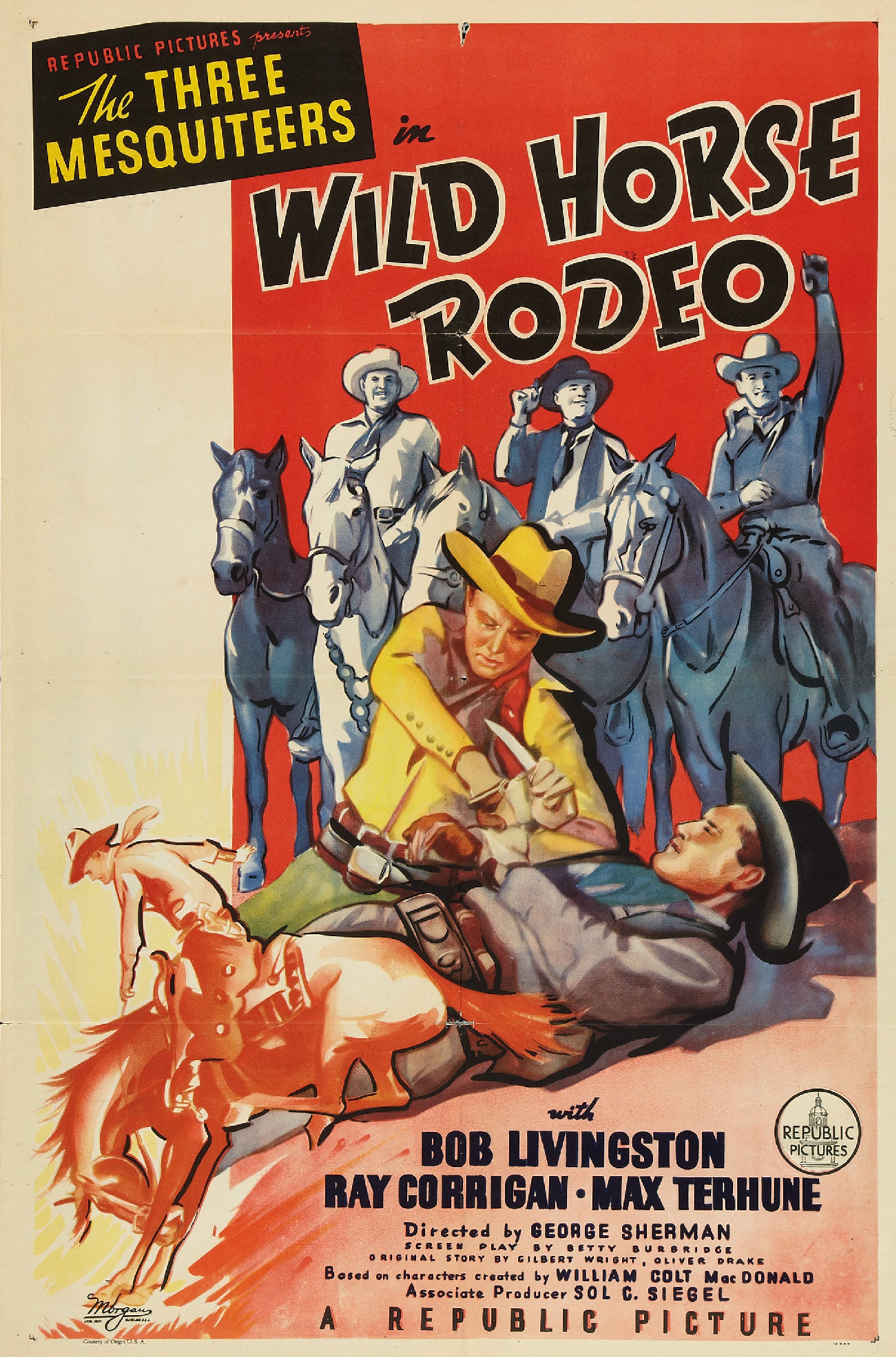
Wild Horse Rodeo (1937)
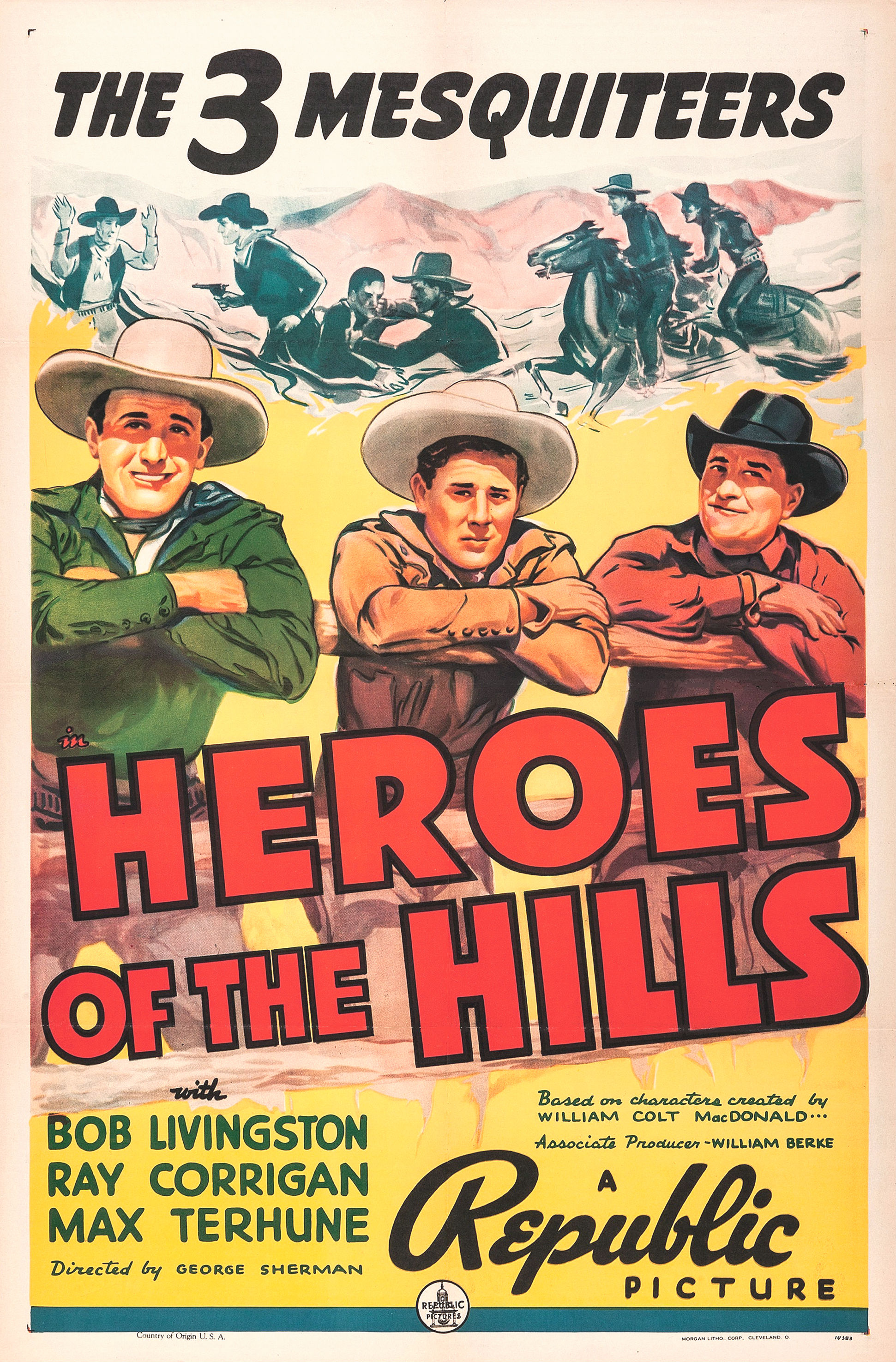
Heroes of the Hills (1938)
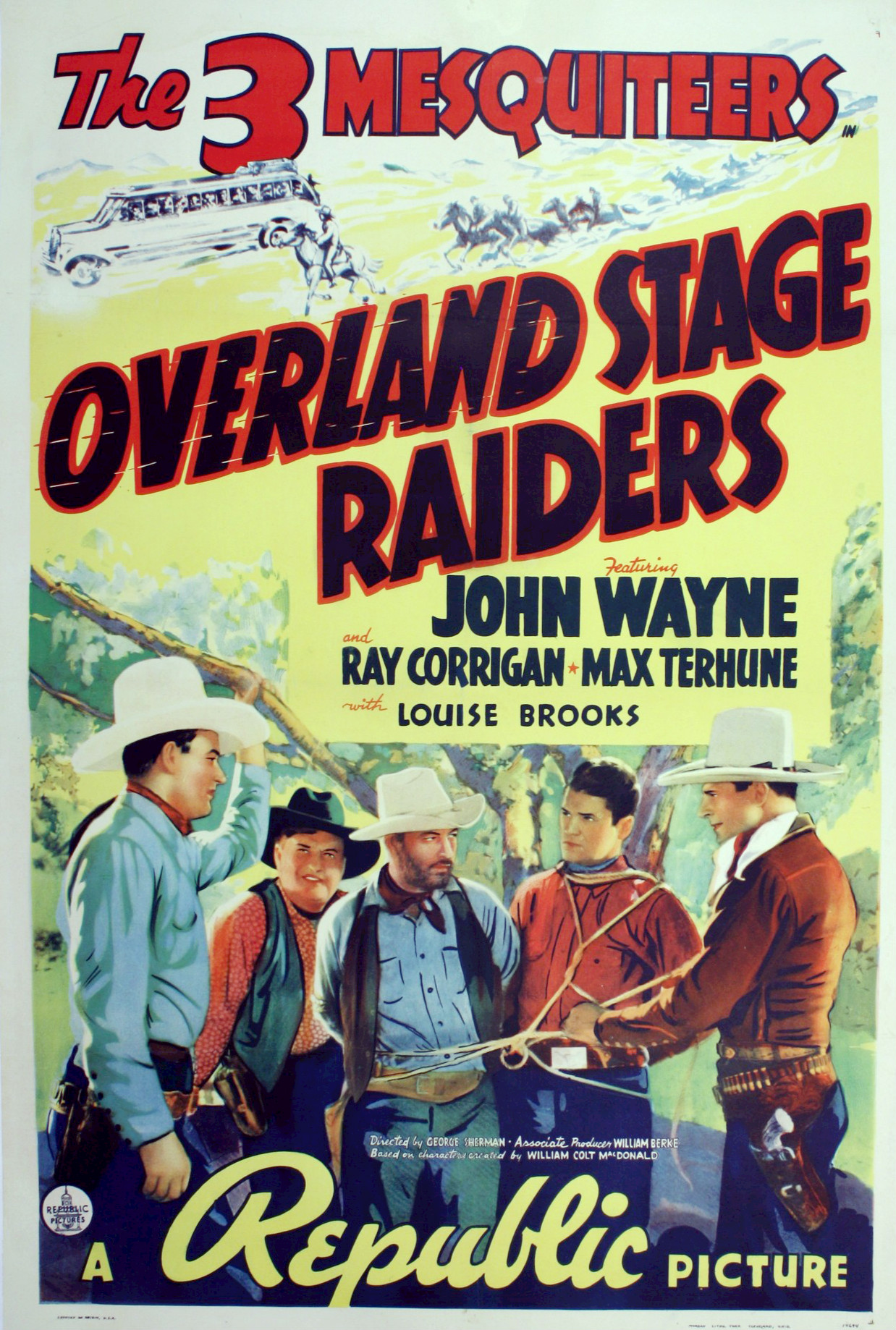
Overland Stage Raiders (1938)
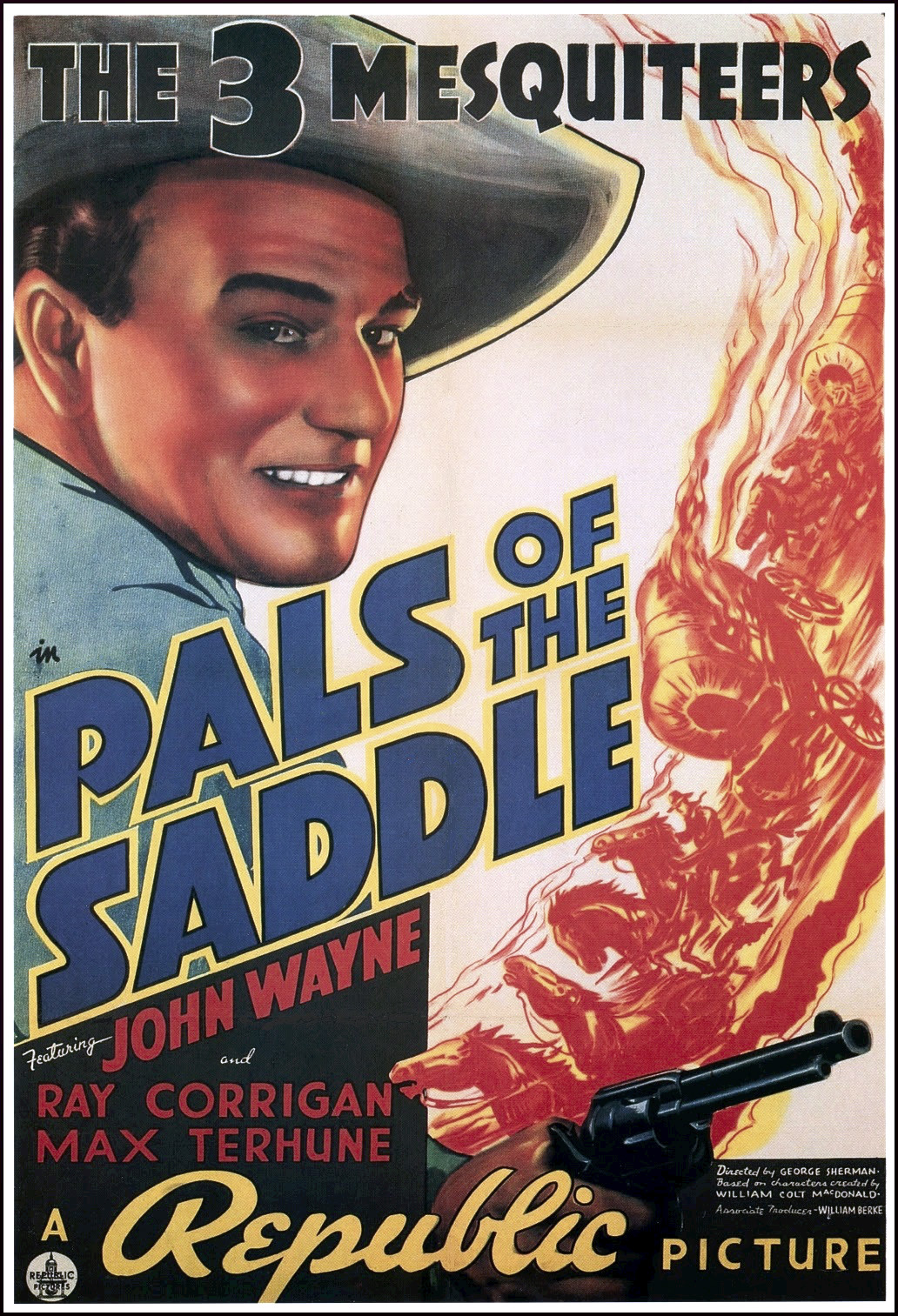
Pals of the Saddle (1938)
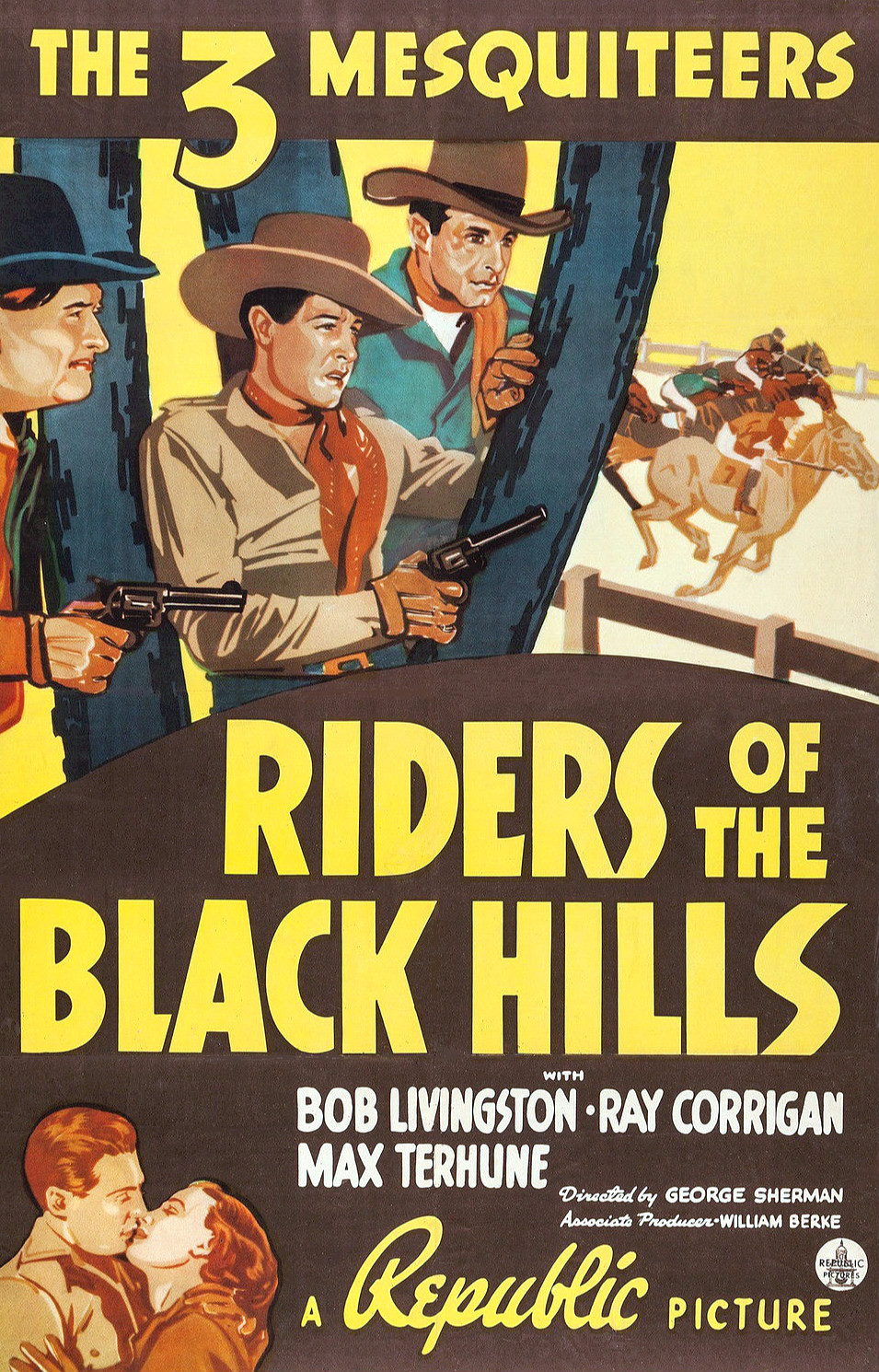
Riders of the Black Hills (1938)
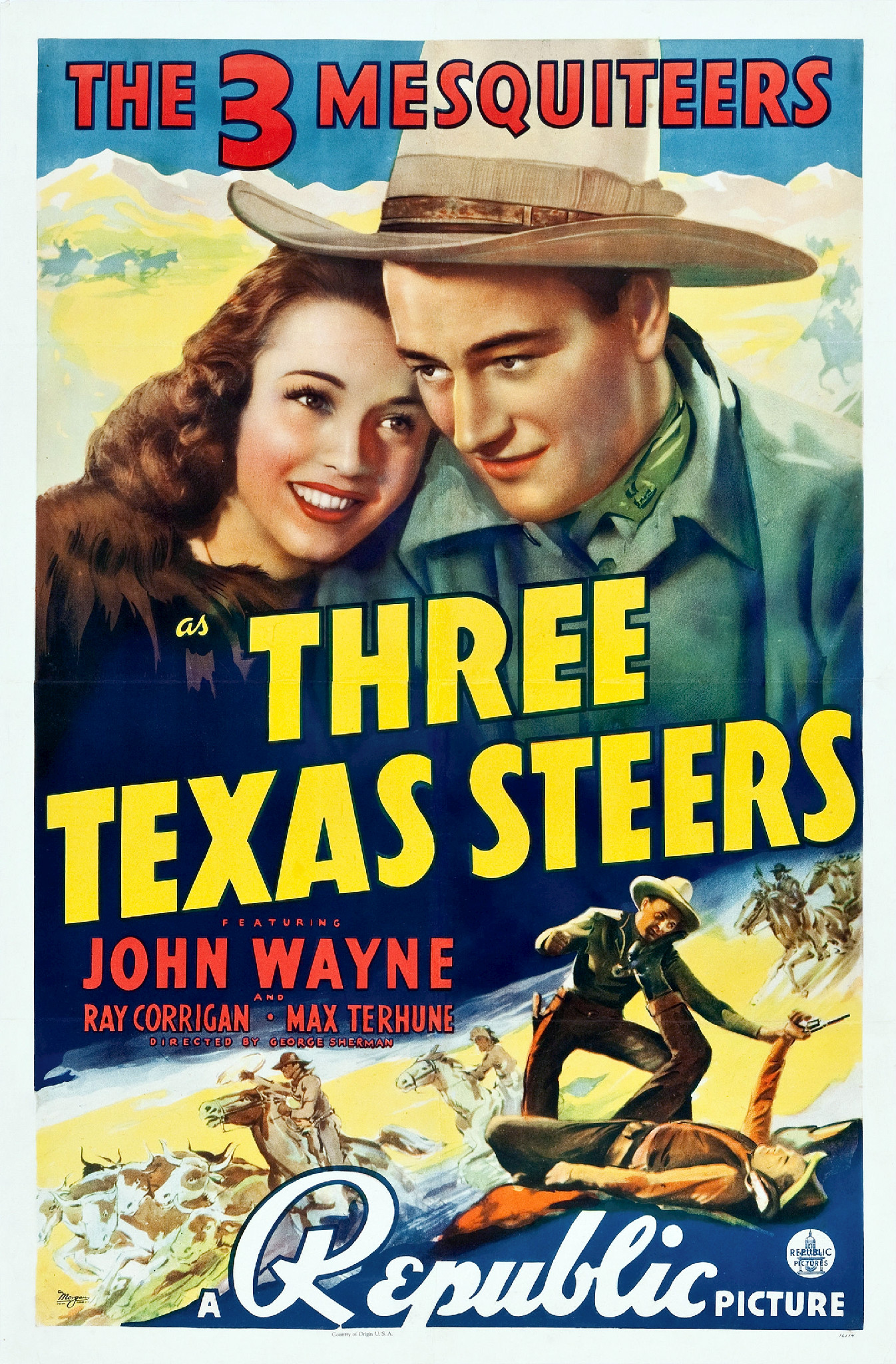
Three Texas Steers (1939)
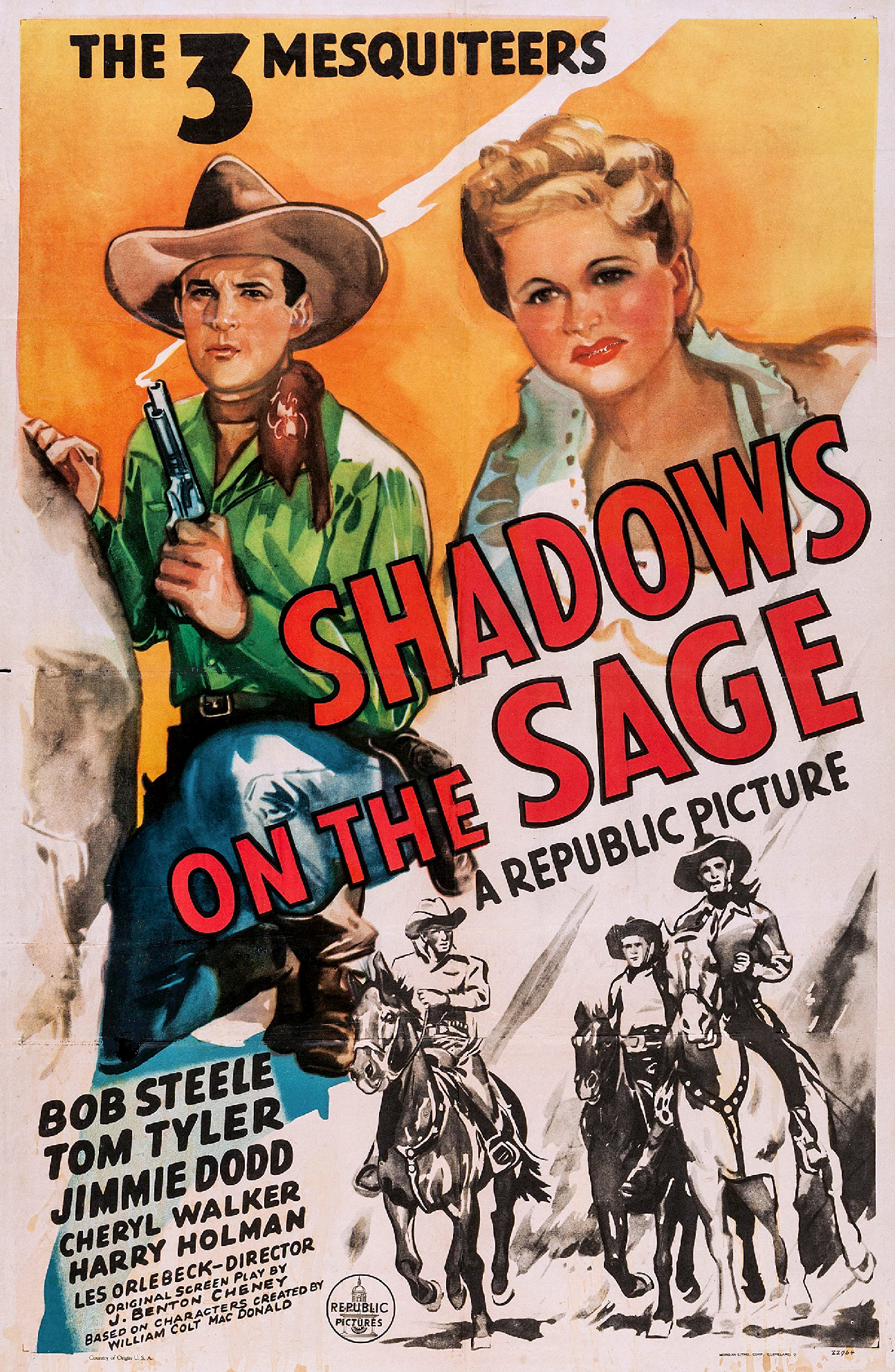
Shadows on the Sage (1942)
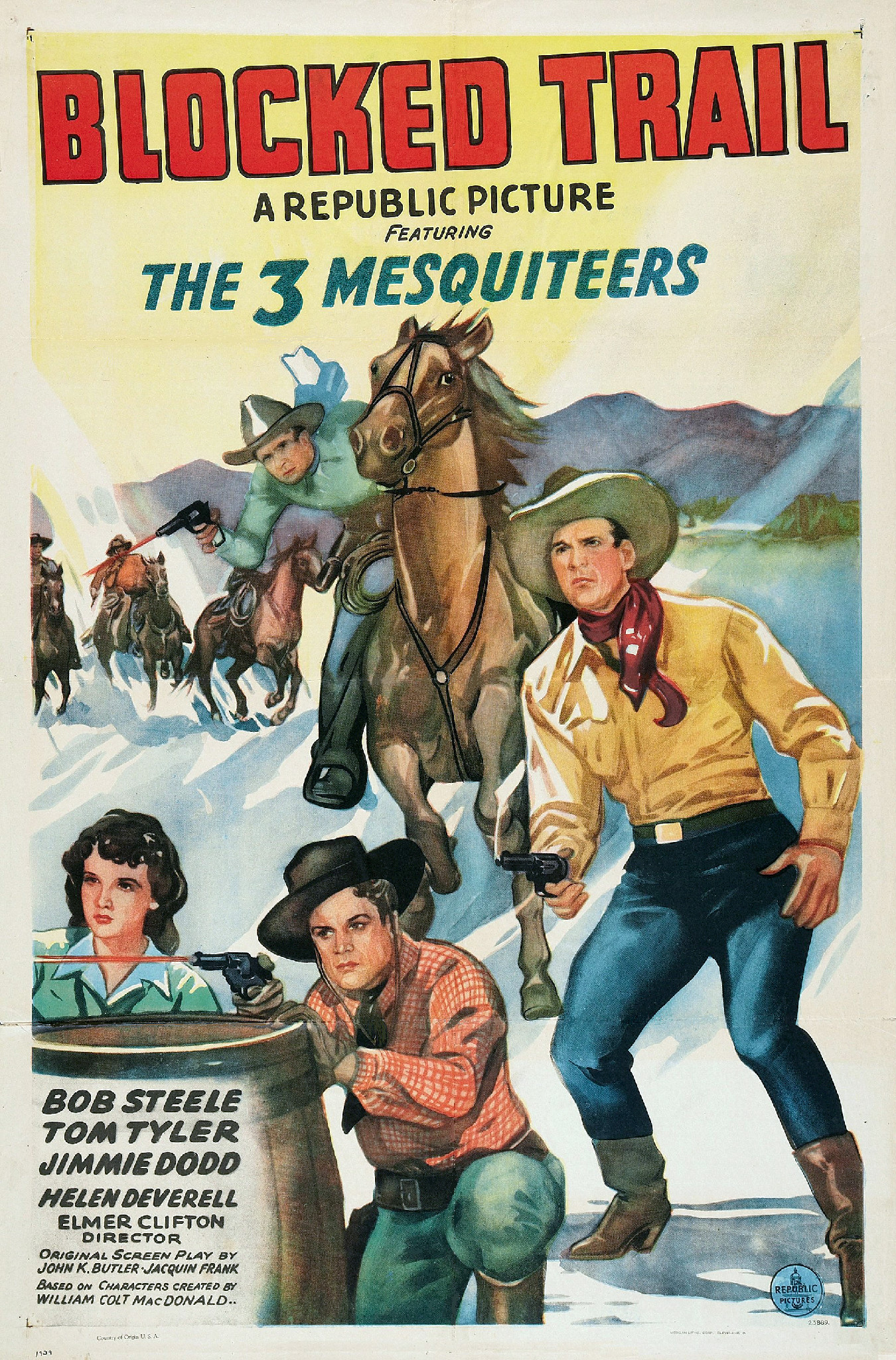
The Blocked Trail (1943)
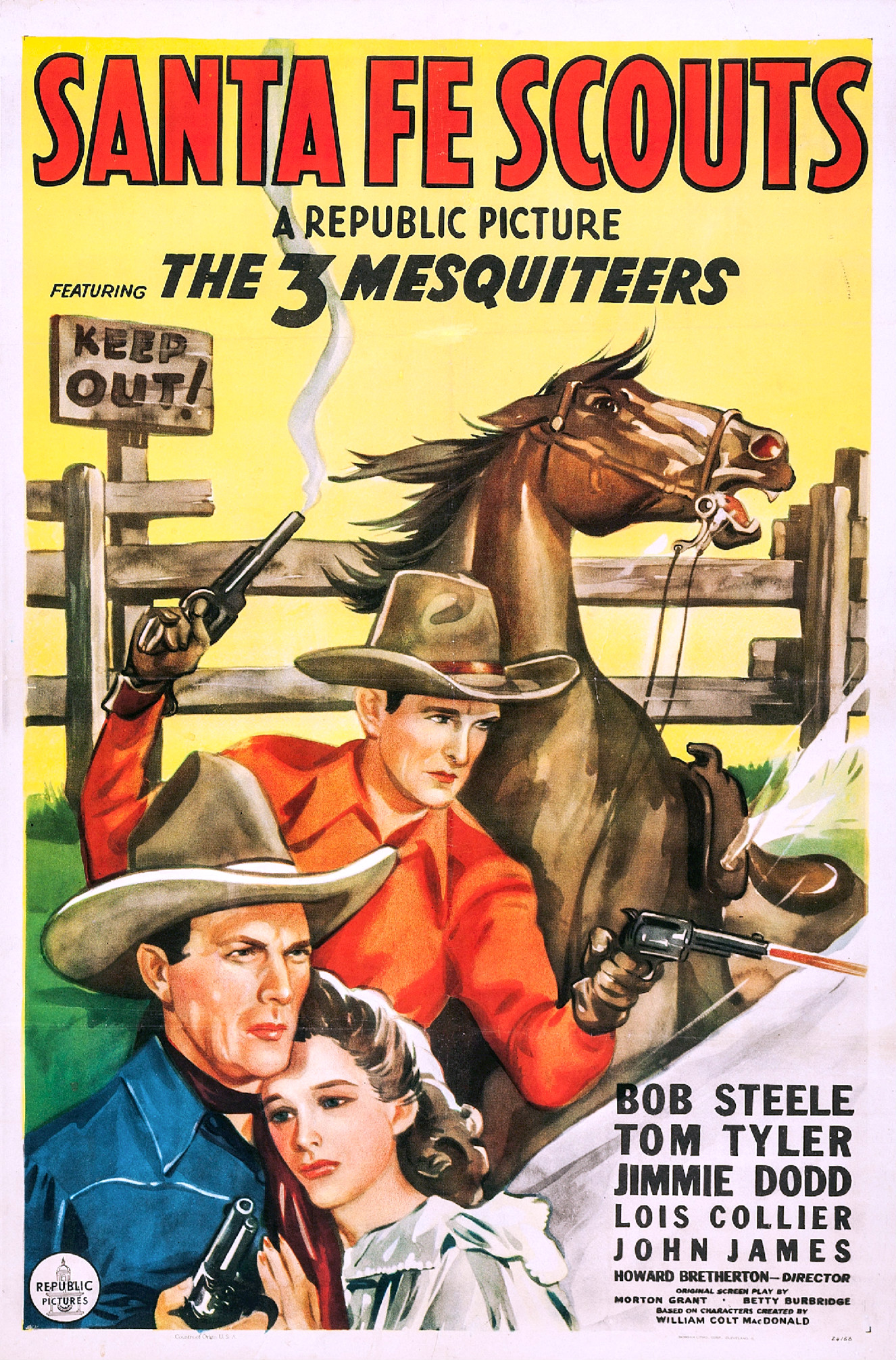
Santa Fe Scouts (1943)